# Kościół św. Michała Archanioła w Puszczy Mariańskiej
Kościół Świętego Michała Archanioła – rzymskokatolicki kościół filialny należący do parafii św. Michała Archanioła w Puszczy Mariańskiej (dekanat Wiskitki diecezji łowickiej). Należy do księży marianów.

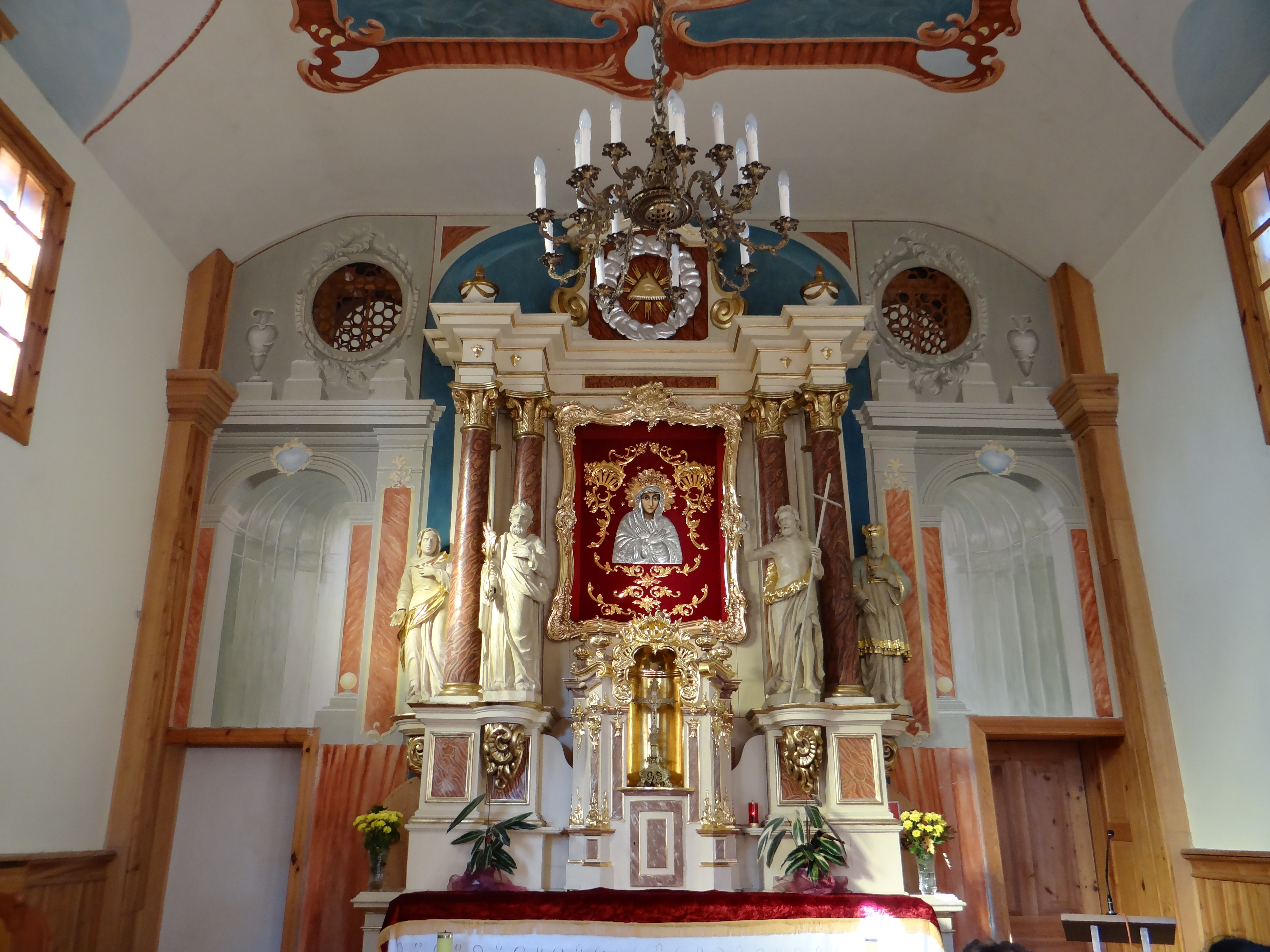
Ołtarz

Świątynia została wzniesiona około 1700 roku przez ojca Stanisława Papczyńskiego, założyciela zgromadzenia księży marianów. Rozbudowana została w 1755 roku o nawę dzięki staraniom rodziny Sanguszków z Guzowa. W tym samym roku został dobudowany do niej murowany budynek klasztorny. W 1864 roku Konwent Księży Marianów w Puszczy Mariańskiej został skasowany przez władze carskie, jednak do 1879 roku świątynią zarządzał jeszcze jeden z marianów – ojciec Piotr Komorowski. Od 1870 roku świątynią opiekowali się i posługiwali w niej księża diecezjalni. W 1891 roku świątynia została rozbudowana – dobudowano wieżę dzięki staraniom księdza J. Łagodzińskiego. W 1968 roku księża marianie powrócili do parafii i swojego klasztoru. Kościół był remontowany w latach 1960 – 68, 1982 i 1986 roku. 2 maja 1993 roku świątynia została podpalona. Zachowały się tylko barokowe naczynia i szaty liturgiczne, dwa portrety trumienne oraz pozostałości epitafium Juliana Turskiego zmarłego w 1771 roku. Zrekonstruowana została przez architektów: Krzysztofa Dygę, Andrzeja Nasfetera i Janusza Pachowskiego.
Jest to budowla drewniana posiadająca konstrukcję zrębową, pionowo oszalowana. Składa się z jednej nawy. Jej prezbiterium nie jest wyodrębnione z zewnątrz od nawy i zamknięte jest ścianą prostą. Świątynię nakrywa gontowy dach jednokalenicowy z wieżyczką na sygnaturkę zwieńczoną drewnianym dachem hełmowym z pozorną latarnią.
Wnętrze jest otynkowane i nakryte jest płaskimi stropami. Znajdują się w nim zrekonstruowany ołtarz główny i ambona. W ołtarzu jest umieszczony obraz Najświętszej Maryi Panny.